# العلاقات الإيطالية العراقية
العلاقات الإيطالية العراقية هي العلاقات الدولية بين دولتي العراق وإيطاليا. حيث لدى العراق سفارة في روما، ولدى إيطاليا سفارة في بغداد وقنصلية في البصرة وأربيل. يتمتع البلدان بعلاقات تجارية حيث يقوم العراق بتصدير النفط لإيطاليا وتقوم إيطاليا ببعث خبراء للعراق.

## تاريخ العلاقات
تاريخ العلاقات يعود إلى زمن إيطاليا الفاشية في أيام حكم بينيتو موسوليني وذلك عندما كان الحكم الملكي في العراق، حيث في سنة 1941 تمكن رشيد عالي الكيلاني من اعتلاء الحكم في العراق وقام بطرد عبد الإله بن علي الهاشمي ونوري السعيد، فقامت المملكة المتحدة بدعم نظام عبد الإله بينما قامت إيطاليا الفاشية مع ألمانيا النازية بدعم رشيد عالي الكيلاني، إلا أن البريطانيين هم من انتصروا في النهاية وعاد عبد الإله ونوري السعيد للحكم في العراق، وفي الحرب العراقية الإيرانية دعمت إيطاليا العراق بالأسلحة والتجهيزات، وقامت بدعم البرنامج النووي في العراق، لكن في حرب الكويت وقفت إيطاليا ضد العراق ودعمت الناتو بقواتها، وفي أثناء فترة الحصار الدولي على العراق قامت إيطاليا بدعم برنامج النفط مقابل الغذاء.

### العلاقات بين إقليم كردستان العراق وإيطاليا
هي علاقات ثنائية بين الطرفين. لدى إيطاليا قنصلية عامة في أربيل، في حين أن إقليم كردستان لديه ممثل في روما. حيث إن إيطاليا لها وجود عسكري في إقليم كردستان.
عقدت العديد من الاجتماعات رفيعة المستوى بين إيطاليا وإقليم كردستان. في نوفمبر 2005، زار القائد الكردي والرئيس السابق لإقليم كردستان مسعود بارزاني رئيس الوزراء الإيطالي برلسكوني في روما، ومرة أخرى في عام 2009. وفي سبتمبر 2012، التقى بارزاني مع وزير الخارجية الإيطالي جوليو تيرتسي في روما لمناقشة العلاقات الاقتصادية والثقافية. زار بارزاني إيطاليا مرة أخرى في مايو 2014، حيث التقى وزيرة الخارجية فيديريكا موغيريني. بعد ثلاثة أشهر، زار رئيس الوزراء ماتيو رينزي أربيل لتعزيز العلاقات السياسية والعسكرية. وقّع الطرفان على اتفاقية بيئية في يوليو 2017، تهدف إلى مساعدة الحكومة الكردية بالتكنولوجيا المتعلقة بتغير المناخ.

#### مساعدات عسكرية إيطالية لإقليم كردستان
في كانون الأول / ديسمبر 2015، قرر رئيس الوزراء رينزي إرسال 450 جنديًا إيطاليًا إلى إقليم كردستان، لحماية سد الموصل الذي يخضع للسيطرة الكردية، حيث خضع لعملية إعادة إعمار من قبل الشركة الإيطالية «تريفي إس بي إي». علاوة على ذلك، قام الجيش الإيطالي بتدريب حوالي 7000 مقاتل كردي من قوات «زيرفاني» الكردية التابعة للبيشمركة وذلك في يناير 2017. فيما يتعلق بالمعونة العسكرية، أرسلت إيطاليا 100 بندقية آلية، وكميات غير معلنة من الصواريخ المضادة للدبابات وطائرة من طراز بوينج «سي اتش47» إلى إقليم كردستان. وتشمل المساعدات الأخرى 2000 قنبلة صاروخية ومليون طلقة من الذخيرة التي استولت عليها إيطاليا من سفينة متجهة إلى صربيا محاصرة في عام 1994. يملك إقليم كردستان قاعدة لـ 8 طائرات هليكوبتر إيطالية على أراضيها، أربعة «إي129 مانجوستاس» وأربعة «إن اتش 90إس إندوستريس».
كم زارت وزيرة الدفاع الإيطالية روبرتا بينوني كردستان العراق في يوليو 2015.